# Rio Bonito (ort)
Rio Bonito är en ort i Brasilien.   Den ligger i kommunen Rio Bonito och delstaten Rio de Janeiro, i den sydöstra delen av landet, 900 km sydost om huvudstaden Brasília. Rio Bonito ligger 67 meter över havet och antalet invånare är 35 997.
Terrängen runt Rio Bonito är kuperad åt nordväst, men åt sydost är den platt. Rio Bonito är det största samhället i trakten.
Omgivningarna runt Rio Bonito är huvudsakligen savann. Runt Rio Bonito är det ganska tätbefolkat, med 58 invånare per kvadratkilometer.